# Apink BnN
Apink BnN (hay còn được nhắc đến với tên Pink BnN) là một nhóm nhỏ của nhóm nhạc nữ Hàn Quốc Apink. Nhóm bao gồm 2 thành viên: Yoon Bomi và Kim Namjoo, được thành lập năm 2014 với việc phát hành đĩa đơn "My Darling".
Tên gọi của nhóm bắt nguồn từ tên của nhóm chính và chữ cái đầu tên các thành viên.

## Lịch sử
Ngày 20 tháng 6 năm 2014, tài khoản mạng xã hội của Apink đăng tải một hình ảnh với dòng chữ Pink BnN.
Ngày 24 tháng 6, công ty chủ quản của nhóm là IST Entertainment (hay A Cube Entertainment tại thời điểm đó) chính thức xác nhận hoạt động của nhóm nhỏ này.
Ngày 25 tháng 6, đoạn video giới thiệu về bài hát của nhóm được đăng tải trên các trang mạng xã hôi.
Ngày 26 tháng 6, công ty chủ quản cho chính thức xác nhận Yoon Bomi và Kim Namjoo thành viên của nhóm.
Ngày 27 tháng 6 năm 2016, đĩa đơn "My Darling" nằm trong chuỗi sản phẩm kỷ niệm 10 năm của Brave Brothers được phát hành trên các phát hành âm nhạc, đánh dấu sự hoạt động của nhóm.

## Thành viên hiện tại
| Nghệ danh   | Nghệ danh | Tên khai sinh | Tên khai sinh | Tên khai sinh | Ngày sinh        | Vai trò                                    |
| Latinh hóa  | Hangul    | Latinh hóa    | Hangul        | Hán Việt      | Ngày sinh        | Vai trò                                    |
| ----------- | --------- | ------------- | ------------- | ------------- | ---------------- | ------------------------------------------ |
| Yoon Bomi   | 윤보미    | Yoon Bo-mi    | 윤보미        | Doãn Bảo Mĩ   | 13 tháng 8, 1993 | Trưởng nhóm, Rap chính, Gương mặt đại diện |
| Kim Nam-joo | 김남주    | Kim Nam-joo   | 김남주        | Kim Nam Châu  | 15 tháng 4, 1995 | Hát chính, Rap dẫn, Maknae                 |

## Hoạt động âm nhạc

### Đĩa đơn
| Năm                                                                           | Đĩa đơn      | Vị trí cao nhất | Vị trí cao nhất     | Doanh số (Nhạc số)   | Album    |
| Năm                                                                           | Đĩa đơn      | Gaon Chart      | Korea K-pop Hot 100 | Doanh số (Nhạc số)   | Album    |
| ----------------------------------------------------------------------------- | ------------ | --------------- | ------------------- | -------------------- | -------- |
| 2014                                                                          | "My Darling" | 22              | 17                  | - Hàn Quốc: 100.271+ | Pink Luv |
| "—" nghĩa là không được xếp hạng hoặc không được phát hành ở vùng lãnh thổ đó |              |                 |                     |                      |          |

### Nhạc phim
| Năm  | Bài hát                 | Album                                 |
| ---- | ----------------------- | ------------------------------------- |
| 2015 | 잊었니 (Did You Forget) | Two Yoo Project – Sugarman OST Part.1 |
| 2017 | I Pray 4 You            | School 2017 OST Part.6                |